# Pseudoclanis evestigata
Pseudoclanis evestigata är en fjärilsart som beskrevs av Kernbach 1955. Pseudoclanis evestigata ingår i släktet Pseudoclanis och familjen svärmare. Inga underarter finns listade i Catalogue of Life.